# Георгиј Лавов
Георгиј Јевгенијевич Лавов (рус. Гео́ргий Евге́ньевич Львов; Дрезден, 30. новембар 1861 — Париз, 7. март 1925) био је руски кнез, политичар и први премијер Русије након Фебруарске револуције од 15. марта до 21. јула 1917.
Његова породица је огранак династије Рјуриковича и током векова заузимала је место кнежева Јарослава. Георгиј Лавов се родио 1861. године у Дрездену. Током првих година живота заједно с родитељима се вратио у домовину и населио у месташцу Поповка поред Туле. Као и остале особе из свог ранга, похађао је и успешно завршио факултет. Током Руске револуције из 1905. године Лавов се учланио у Конститутивну демократску партију на чијој листи ће следеће године бити изабран у Државну думу. Укидањем парламента Лавов је изабран у земство, за шта се још увек одржавају избори. Захваљујући својим политичким способностима 1914. године постао је предсједавајући опште руске уније земства што ће искористити за организовање помоћи рањенима током Првог светског рата што му још подигло политички рејтинг.

## Премијер
После Фебруарске револуције захваљујући свом дотадашњем положају кнез Лавов је постао премијер Привремене владе државе у рату с Немачком. Уз тај положај он је додао и место министра унутрашњих послова с циљем смиривања стања у држави. Први његов задатак тада постаје шта учинити с царем који се налазио на фронту и још увек имао под заповедништвом војску. На састанку он подржава абдикацију Николаја II у корист брата Михаила II чиме би се створила уставна монархија. Тек на претњу министра војске Александра Керенског да ће направити нову револуцију, ако се тако нешто изведе, Михаило је абдицирао 16. марта 1917. године.
Иако је до Фебруарске револуције дошло због опште народне жеље да се оконча рат, нити Лавов нити Керенски то не желе него чак припремају нову велику офанзиву за лето 1917. године. Када је она пропала почетком јула, народ Петрограда с подршком комуниста се поновно побунио. Нашавши се између Керенског с једне и народа с друге стране Лавов је био присиљен да поднесе оставку.

## Каснији живот
Остатак времена током те револуционарне 1917. године Георгиј Лавов је провео у повученом животу изван политике. До драстичне промјене се ипак није требало дуго чекати пошто по доласку на власт Лењина он као с друге стране и царска породица је ухапшен. Након успешног бега из затвора отишао је у Париз. Тамо ће између 1918. и 1920. године обављати послове за контрареволуционарне снаге, након чијег пораза се повукао у пензију. Током последњих година живота писао је своју аутобиографију.